# Pedro Rubio Heredia
Pedro Rubio Heredia (1909-1935) fue un político, auxiliar de Obras Públicas y periodista español del Partido Socialista Obrero Español (PSOE). Fue diputado de la ii legislatura de las Cortes republicanas.

## Biografía
Nacido el 22 de octubre de 1909 en la localidad palentina de Ribas de Campos. Trasladado joven a Badajoz, en 1927 se afilió a la  Federación Local Obrera y en 1928 a las Juventudes Socialistas.
Fue director de la publicación La Verdad Social.
Candidato a diputado por Badajoz de cara a las elecciones a Cortes de 1933, resultó elegido parlamentario de la ii legislatura de las Cortes republicanas con 137 596 votos. Formó parte de la fracción socialista.
Destacado líder de la Casa del Pueblo pacense, fue asesinado en junio de 1935 en un restaurante de Badajoz mediante un disparo a quemarropa efectuado por Regino Valencia, un sicario a las órdenes del ministro de la Gobernación Rafael Salazar Alonso.